# Puchar Niemiec w piłce nożnej (1985/1986)
Puchar Niemiec w piłce nożnej mężczyzn 1985/1986 – 43. edycja rozgrywek mających na celu wyłonienie zdobywcy Pucharu Niemiec, który uzyskał tym samym prawo gry w Pucharze Zdobywców Pucharów (1986/1987). Tym razem trofeum wywalczył Bayern Monachium. Finał został rozegrany na Stadionie Olimpijskim w Berlinie.

## Plan rozgrywek
Rozgrywki szczebla centralnego składały się z 6 części:
- Runda 1: 24 sierpnia–11 września 1985
- Runda 2: 17–30 października 1985
- Runda 3: 12 listopada–18 grudnia 1985
- Ćwierćfinał: 19 grudnia 1985–21 stycznia 1986
- Półfinał: 25–26 marca 1986
- Finał: 3 maja 1986 na Stadion Olimpijski w Berlinie

## Pierwsza runda
Mecze rozegrano od 24 sierpnia do 11 września 1985 roku.
| Drużyna 1                 | Wynik      | Drużyna 2                |
| ------------------------- | ---------- | ------------------------ |
| SpVgg Plattling           | 2:0        | Itzehoer SV              |
| 1. FC Kaiserslautern      | 3:1        | Eintracht Frankfurt      |
| VfL Bochum                | 3:2        | Hamburger SV             |
| VfB Stuttgart             | 6:3        | Eintracht Brunszwik      |
| Hannover 96               | 3:1        | SC Freiburg              |
| SV Weil                   | 0:7        | Werder Brema             |
| SpVgg Ansbach 09          | 0:3        | Waldhof Mannheim         |
| VfR Bürstadt              | 1:3        | Bayer Uerdingen          |
| TSV 1860 Monachium        | 2:4        | 1. FC Köln               |
| Kickers Offenbach         | 1:3        | Bayern Monachium         |
| FC Altona 93              | 2:3 (dog.) | Fortuna Düsseldorf       |
| Eisbachtaler Sportfreunde | 1:2        | FC Schalke 04            |
| RSV Göttingen 05          | 1:6        | 1. FC Saarbrücken        |
| SC Neukirchen             | 2:9        | Borussia Dortmund        |
| FV 07 Ebingen             | 2:7        | 1. FC Nürnberg           |
| Blau:Weiss Berlin         | 3:0        | Fortuna Köln             |
| Alemannia Aachen          | 1:0        | Tennis Borussia Berlin   |
| Eintracht Trewir          | 3:0        | Karlsruher SC            |
| FC Achternberg            | 0:2        | VfL Osnabrück            |
| Wuppertaler SV            | 2:3        | Hessen Kassel            |
| Borussia Neunkirchen      | 3:2        | Rot-Weiss Oberhausen     |
| Bremer SV                 | 1:3        | MSV Duisburg             |
| SV Sandhausen             | 1:0        | Union Solingen           |
| FC Wangen 05              | 2:1        | SV Darmstadt 98          |
| Tus Paderborn-Neuhaus     | 5:3        | FC Köln (amatorzy)       |
| VfL Erp                   | 1:2        | SSV Ulm 1846             |
| VfR Langelsheim           | 2:5        | DSC Wanne-Eickel         |
| Hertha BSC                | 2:5        | Bayer 04 Leverkusen      |
| SG Wattenscheid 09        | 2:5        | Borussia Mönchengladbach |
| FC St. Pauli              | 2:0 (dog.) | Arminia Bielefeld        |
| FC Erbach                 | 2:1        | SC Birkenfeld            |
| Stuttgarter Kickers       | 3:3 (dog.) | FC Homburg               |

### Mecze powtórzone
| Drużyna 1  | Wynik | Drużyna 2           |
| ---------- | ----- | ------------------- |
| FC Homburg | 4:1   | Stuttgarter Kickers |

## Druga runda
Mecze rozegrano od 17 do 30 października 1985 roku.
| Drużyna 1             | Wynik      | Drużyna 2                |
| --------------------- | ---------- | ------------------------ |
| Waldhof Mannheim      | 4:1        | VfL Osnabrück            |
| Alemannia Aachen      | 4:3 (dog.) | MSV Duisburg             |
| SpVgg Plattling       | 0:2        | Bayer 04 Leverkusen      |
| Tus Paderborn-Neuhaus | 2:4        | Borussia Dortmund        |
| Eintracht Trewir      | 0:0 (dog.) | Bayer Uerdingen          |
| Borussia Neunkirchen  | 1:3        | FC Homburg               |
| FC Erbach             | 0:1        | Blau-Weiss Berlin        |
| SV Sandhausen         | 4:1        | FC Wangen 05             |
| SSV Ulm 1846          | 5:2        | FC St. Pauli             |
| 1. FC Kaiserslautern  | 4:1 (dog.) | 1. FC Köln               |
| FC Schalke 04         | 3:1        | Borussia Mönchengladbach |
| 1. FC Nürnberg        | 0:1        | VfB Stuttgart            |
| Fortuna Düsseldorf    | 1:1 (dog.) | VfL Bochum               |
| Hannover 96           | 2:1        | Hessen Kassel            |
| 1. FC Saarbrücken     | 1:3        | Bayern Monachium         |
| DSC Wanne-Eickel      | 0:4        | Werder Brema             |

### Mecze powtórzone
| Drużyna 1       | Wynik          | Drużyna 2          |
| --------------- | -------------- | ------------------ |
| Bayer Uerdingen | 0:3            | Eintracht Trewir   |
| VfL Bochum      | 2:2 (5:4 kar.) | Fortuna Düsseldorf |

## Trzecia runda
Mecze rozegrano od 12 listopada do 18 grudnia 1985 roku.
| Drużyna 1        | Wynik      | Drużyna 2            |
| ---------------- | ---------- | -------------------- |
| Waldhof Mannheim | 5:1        | Hannover 96          |
| VfB Stuttgart    | 2:0        | Werder Brema         |
| Alemannia Aachen | 1:2 (dog.) | FC Schalke 04        |
| VfL Bochum       | 1:1        | Bayern Monachium     |
| FC Homburg       | 1:3 (dog.) | Borussia Dortmund    |
| Eintracht Trewir | 1:3 (dog.) | Bayer 04 Leverkusen  |
| SV Sandhausen    | 3:2        | Blau-Weiss Berlin    |
| SSV Ulm 1846     | 3:4 (dog.) | 1. FC Kaiserslautern |

### Mecze powtórzone
| Drużyna 1        | Wynik | Drużyna 2  |
| ---------------- | ----- | ---------- |
| Bayern Monachium | 2:0   | VfL Bochum |

## Ćwierćfinały
Mecze rozegrano 19 grudnia 1985 roku do 21 stycznia 1986 roku.
| Drużyna 1            | Wynik | Drużyna 2         |
| -------------------- | ----- | ----------------- |
| Bayer 04 Leverkusen  | 0:1   | Waldhof Mannheim  |
| SV Sandhausen        | 0:1   | Borussia Dortmund |
| VfB Stuttgart        | 9:2   | FC Schalke 04     |
| 1. FC Kaiserslautern | 0:1   | Bayern Monachium  |

## Półfinały
Mecze rozegrano 25 i 16 marca 1986 roku.
| Drużyna 1        | Wynik | Drużyna 2         |
| ---------------- | ----- | ----------------- |
| Waldhof Mannheim | 0:2   | Bayern Monachium  |
| VfB Stuttgart    | 4:1   | Borussia Dortmund |

## Finał
| 3 maja 1986 18:00 CEST | Bayern Monachium · Wohlfarth 34' 40' 77' · Rummenigge 65' 72' | 5:22:0Raport | VfB Stuttgart · 75' Buchwald · 85' Klinsmann | Stadion Olimpijski, Berlin Widzów: 76 000 Sędzia: Dieter Pauly (Rheydt) |
|                        |                                                               |              |                                              |                                                                         |

| Bayern Monachium | VfB Stuttgart |

| BAYERN MONACHIUM: |    |                       |              |     |
|                   |    |                       |              |     |
| BR                | 1  | Jean-Marie Pfaff      |              |     |
| OB                | 2  | Norbert Nachtweih     |              |     |
| OB                | 3  | Hans Pflügler         |              |     |
| OB                | 4  | Norbert Eder          |              |     |
| SW                | 5  | Klaus Augenthaler (C) | Żółta kartka |     |
| PO                | 6  | Søren Lerby           | Żółta kartka |     |
| NA                | 7  | Roland Wohlfarth      | Żółta kartka | 84' |
| PO                | 8  | Lothar Matthäus       |              |     |
| NA                | 9  | Dieter Hoeneß         |              |     |
| PO                | 10 | Michael Rummenigge    |              | 84' |
| PO                | 11 | Reinhold Mathy        |              |     |
| Zmiany:           |    |                       |              |     |
| OB                | 13 | Holger Willmer        |              | 84' |
| NA                | 14 | Frank Hartmann        |              | 84' |
| Trener:           |    |                       |              |     |
| Udo Lattek        |    |                       |              |     |

| VFB STUTTGART:  |    |                       |              |              |
|                 |    |                       |              |              |
| BR              | 1  | Armin Jäger           |              |              |
| OB              | 2  | Günther Schäfer       | Żółta kartka |              |
| PO              | 3  | Michael Nushöhr       |              | 46'          |
| OB              | 4  | Karlheinz Förster (C) |              |              |
| OB              | 5  | Rainer Zietsch        |              |              |
| SW              | 6  | Guido Buchwald        |              |              |
| PO              | 7  | Karl Allgöwer         |              | 46'          |
| PO              | 8  | Ásgeir Sigurvinsson   |              |              |
| NA              | 9  | Jürgen Klinsmann      |              | Żółta kartka |
| PO              | 10 | Andreas Müller        |              |              |
| NA              | 11 | Predrag Pašić         |              |              |
| Zmiany:         |    |                       |              |              |
| PO              | 13 | Michael Spies         |              | 46'          |
| PO              | 14 | Jürgen Hartmann       |              | 46'          |
| Trener:         |    |                       |              |              |
| Willi Entenmann |    |                       |              |              |

| Puchar Niemiec w piłce nożnej 1985–1986 Zwycięzcy |
| ------------------------------------------------- |
| Bayern Monachium 8. Tytuł                         |